# Valenzuela (Philippines)
Thành phố Valenzuela (tiếng Philippin: Lungsod ng Valenzuela) là một trong những thành phố và đô thị ở Philippines cấu thành vùng đô thị Manila. Thành phố này có khoảng 500.000 dân và là một trong những ngoại vi công nghiệp và dân cư chủ yếu của Manila. Đường cao tốc Bắc Luzon chạy qua thành phố này và chạy xuyên qua vùng đô thị Manila đến tỉnh Bulacan.
Valenzuela có diện tích mặt đất khoảng 45 km². Thành phố Valenzuela giáp Thành phố Quezon và phía bắc của Thành phố Caloocan về phía đông, giáp Thành phố Malabon và phía nam của Thành phố Caloocan về phía nam, giáp Obando ở Bulacan về phía tây, giáp Thành phố Meycauayan (cũng ở Bulacan) về phía bắc.
Valenzuela được công nhận là thành phố từ năm 1998. Valenzuela trong tiếng Tây Ban Nha nghĩa là Tiểu Valencia. Phương tiện giao thông công cộng quan trọng nhất ở Valenzuela là Jeepney và xe buýt. Các dịch vụ giao thộng công cộng khác là xích lô và taxi.
Website chính thức của thành phố là .
Kể từ khi thành một thành phố vào năm 1998, nền kinh tế Valenzuela đã phát triển thịnh vượng và dân số đã tăng đáng kể.

## Hành chính
Valenzuela có 33 barangay (phường) thuộc 2 khu vực bầu cử nghị viện và 2 khu vực lập pháp (legislative district). Khu vực lập pháp 1 có 23 barangay ở nửa phía bắc của thành phố còn khu vực 2 thì có 9 barangay ở nửa phía nam của thành phố.
Dưới đây là danh sách các phường:
| District 1 - Arkong Bato - Balangkas - Bignay - Bisig - Canumay East - Canumay West - Coloong - Dalandanan - Isla - Lawang Bato - Lingunan - Mabolo - Malanday - Malinta - Palasan - Pariancillo Villa - Pasolo - Poblacion - Polo - Punturin - Rincon - Tagalag - Veinte Reales - Wawang Pulo | District 2 - Gen. T. De Leon - Karuhatan - Bagbaguin - Mapulang Lupa - Marulas - Maysan - Parada - Paso de Blas - Ugong |